# 續明暗
『續明暗』（ぞくめいあん）は、水村美苗の小説である。「続明暗」と表記されることもある。

## 概要
同作は1990年9月に筑摩書房より出版された作品である。
同作は夏目漱石の未完の小説『明暗』の続編として書かれている。
同作で、著者の水村美苗は1990年に芸術選奨新人賞を受賞している。

## あらすじ
夏目漱石の未完の小説『明暗』は、津田が新妻のお延を偽り、かつての恋人に会うために温泉に旅立つところで絶筆となっていた。そこで、温泉場で再開した津田と清子はどうなるのかなどを描きながら漱石の文体をそのまま用いて水村美苗の手によっての完結版として描かれた作品が同作である。